# Evarcha awashi
Evarcha awashi är en spindelart som beskrevs av Wesolowska, Tomasiewicz 2008. Evarcha awashi ingår i släktet Evarcha och familjen hoppspindlar. Inga underarter finns listade i Catalogue of Life.